# Muhammad Qutb
Muhammad Qutb, (en árabe: محمد قطب‎) (1919-2014) fue un autor islamista, erudito y profesor más conocido como el hermano menor del pensador islamista egipcio Sayyid Qutb. Él era un partidario y promotor de las ideas de su hermano mayor después de que su hermano fue ejecutado por el gobierno egipcio.
Muhammad Qutb fue el segundo mayor de cinco hijos nacidos en el pueblo del Alto Egipto de Musha, cerca de Asiut, y es varios años más joven que su hermano mayor Sayyid, nacido en algún momento después de 1906. Poco se sabe de fuentes inglesas sobre su crianza y educación, pero se sabe que vivía con su famoso hermano, sus dos hermanas y su madre en Helwan cerca de El Cairo durante varios años a partir de 1926. Fue detenido unos días antes que Sayyid (el 29 de julio de 1965) por su presunta codirección junto a su hermano en una parcela para matar a las principales figuras políticas y culturales en Egipto y derrocar al gobierno. Su vida se salvó (aunque su hermano murió en la horca en 1966), y en 1972 fue liberado de la prisión. Posteriormente se refugió, con otros miembros de los Hermanos Musulmanes, en Arabia Saudita.
Muhammad Qutb murió en un hospital de La Meca el 4 de abril de 2014 a la edad de 95.

## Libros
- Shubuhāt Hawla al-Islām (literally "Misconceptions about Islam") (Islam: The Misunderstood Religion) ISBN 0-686-18500-5
- Dirāsāt fī al-nafs al-insānīyah.[1963?] (Studies in human psychology) BP166.73 .Q8 Arab
- Hal nahnu Muslimūn (Are we Muslims?) al-Qāhirah : Dār al-Shurūq, 1980, ISBN 977-705-981-7
- al-Insān bayna al-māddīyah wa-al-Islām. (Man between the Material World and Islam) B825 .Q8 (Orien Arab)
- al-Sahwah al-Islāmīyah (The Islamic Resurgence)(al-Qāhirah : Maktabat al-Sunnah, 1990)
- Jahiliyat al-qarn al-`ishrin  (Jahiliyya of the Twentieth Century), 292 p. ; 23 cm. al-Qahirah : Dar al-Shuruq, ; ISBN 977-733-606-3
- The Concept of Islam and Our Understanding of It
- The Future is for Islam
- Islam and the Crisis of the Modern World 28 p. ; published by The Islamic Foundation, 1979. ISBN 0-86037-047-X
- Waqena Al -moaser, 527 p. ; published by Dār al-Shurūq, 1979. ISBN 977-09-0393-0